# Euroskupina

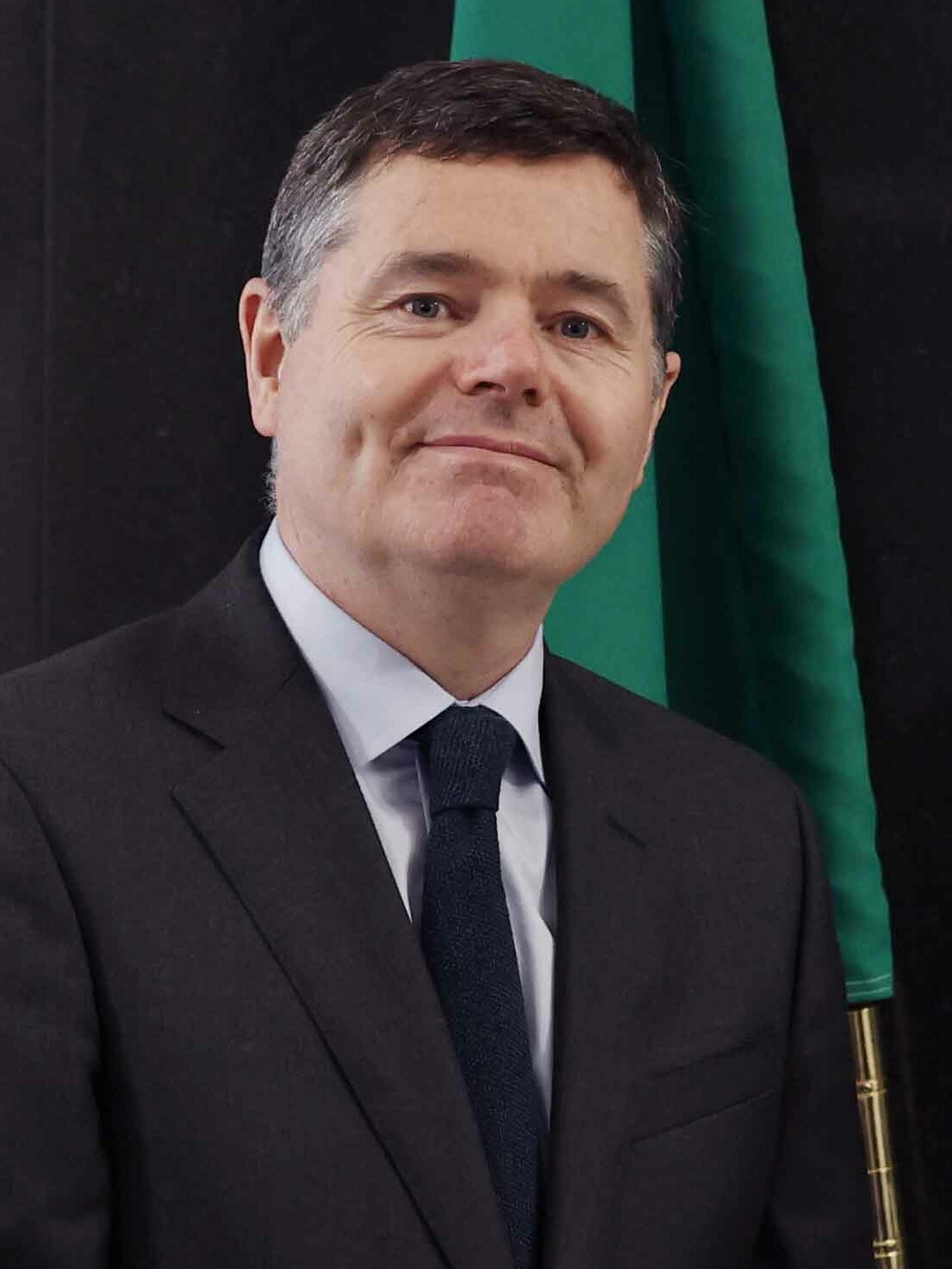
Paschal Donohoe, předseda Eurogroup

Euroskupina (anglicky: Eurogroup nebo Euro Group) je grémium (pravidelné zasedání) ministrů financí eurozóny. Je to politická kontrola měny euro a souvisejících aspektů Evropské měnové unie, jakým je např. Pakt stability a růstu. Současným předsedou je bývalý irský ministr financí Paschal Donohoe.
Ministři se obyčejně setkávají den před zasedáním Ecofinu Rady Evropské unie. Tato skupina je součástí Rady EU (pouze státy Euroskupiny hlasují ve věcech týkajících se eura v Ecofinu) a byla formalizována podle Lisabonské smlouvy (protokol č. 14 o Euroskupině).

## Členové
Uvedení jsou členové k červnu 2023. Zasedání se účastní také prezident ECB, Evropský komisař pro ekonomické a finanční záležitosti a předseda Euroskupiny, kterého volí ministři členských států, jejichž měnou je euro, na dvouapůlleté funkční období.
| Reprezentace | Člen                 |                                                        | Reprezentace             | Člen |
| ------------ | -------------------- | ------------------------------------------------------ | ------------------------ | ---- |
| Rakousko     | Markus Marterbauer   | Lucembursko                                            | Gilles Roth              |      |
| Belgie       | Jan Jambon           | Malta                                                  | Clyde Caruna             |      |
| Chorvatsko   | Marko Primorac       | Nizozemsko                                             | Eelco Heinen             |      |
| Kypr         | Makis Keravnos       | Portugalsko                                            | Joaquim Miranda Sarmento |      |
| Estonsko     | Jürgen Ligi          | Slovensko                                              | Ladislav Kamenický       |      |
| Finsko       | Riikka Purra         | Slovinsko                                              | Klemen Boštajančič       |      |
| Francie      | Éric Lombard         | Španělsko                                              | Carlos Cuerpo            |      |
| Německo      | Lars Klingbeil       | Nehlasující                                            | Nehlasující              |      |
| Řecko        | Kyriakos Pierrakakis | Prezident Euroskupiny                                  | Paschal Donohoe          |      |
| Irsko        | Paschal Donohoe      | Prezident ECB                                          | Christine Lagarde        |      |
| Itálie       | Giancarlo Giorgetti  | Evropský komisař pro ekonomické a finanční záležitosti | Valdis Dombrovskis       |      |
| Lotyšsko     | Arvils Ašeradens     | Předseda pracovní skupiny Euroskupiny                  | Tuomas Saarenheimo       |      |
| Litva        | Rimantas Šadžius     |                                                        |                          |      |